# Шетнево-Черёмышево
Шетнево-Черёмышево (тат. Шитнәү-Чирмешән) — село в Рыбно-Слободском районе Татарстана. Входит в состав Корноуховского сельского поселения.

## География
Находится в центральной части Татарстана на расстоянии приблизительно 20 км на северо-запад по прямой от районного центра поселка Рыбная Слобода у речки Ошняк.

## История
Известно с 1602—1603 годов, упоминалось также как Шетнева, Шермышева. В начале XX века уже были и мечеть, и медресе.

## Население
Постоянных жителей было: в 1782 году — 62 души мужского пола, в 1859—342, в 1897—491, в 1908—483, в 1920—565, в 1926—581, в 1949—573, в 1958—472, в 1970—457, в 1989—184, в 2002 году 113 (татары 93 %), в 2010 году 68.